# SP-171
SP-171 is een autosnelweg van deelstaat São Paulo, Brazilië. Die begint bij Guaratinguetá stad en eindigt ter hoogte van Cunha, aan de grens van deelstaat Rio de Janeiro, waar deze snelweg doorgaat als RJ-165 richting Paraty. De weg heeft een totale lengte van 70 kilometer.